# ポッジョ・サン・マルチェッロ
ポッジョ・サン・マルチェッロ（伊: Poggio San Marcello）は、イタリア共和国マルケ州アンコーナ県にある、人口約700人の基礎自治体（コムーネ）。

## 地理

### 位置・広がり
アンコーナ県のコムーネ。県都・州都アンコーナから西南西へ38kmの距離にある。

#### 隣接コムーネ
隣接するコムーネは以下の通り。
- ベルヴェデーレ・オストレンセ
- カステルプラーニオ
- モンテカロット
- ロゾーラ

### 気候分類・地震分類
ポッジョ・サン・マルチェッロにおけるイタリアの気候分類 (it) および度日は、zona E, 2196 GGである。
また、イタリアの地震リスク階級 (it) では、zona 2 (sismicità media) に分類される。

## 行政

### 分離集落
ポッジョ・サン・マルチェッロには、以下の分離集落（フラツィオーネ）がある。
- Coste, Gioncare, Fornaci, Fossato